# Брекети
Зъбните брекети (от английски: bracket – скоба), известни също като шини или скоби, са устройства използвани в ортодонтията, за подравняване и изправяне на зъбите, както и тяхното позициониране, с цел коригиране захапката на човек, като същевременно целят да подобрят здравето на зъбите. Те често се използват за коригиране при свръхзахапване, отворена, дълбока или кръстосана захапка, криви зъби и различни други недостатъци на зъбите и челюстта.

## Процес
Брекетите представляват система от малки елементи, които се прикрепват за всеки зъб, чрез специално лепило. Всички елементи се свързват последователно с ортодонтска дъга. Целта на тази ортодонтска система е чрез бутане, дърпане и пристягане да се стимулира наместването и изравняването на зъбите, докато всички те заемат възможно най-правилната позиция. Най-често елементите се закрепват за външната повърхност на зъбите, но съществуват и такива, които се захващат от вътрешната страна.

## Видове брекети
- Метални брекети – те са най-често срещаният тип скоби от неръждаема стомана, като понякога се използват в комбинация с титан.
- Позлатени брекети – често се използват за пациенти, алергични към никел, но могат да бъдат избрани и по естетически причини.
- Лингвални брекети – козметична алтернатива, при която брекети, изработени по поръчка, са прикрепени към гърба на зъбите, което ги прави външно невидими.
- Титанови брекети – приличат на металните, но са по-леки и също толкова здрави. Хората с алергии към никела в стоманата често избират титанови брекети, но те са по-скъпи от скобите от неръждаема стомана.

## Усложнения и рискове
Изпитването на известна болка след поставянето на брекети е много често и нормално.
Отместването на зъбите, получено с ортодонтския апарат, определя в повечето случаи някаква степен на резорбция на корените на зъбите. В много редки случаи този страничен ефект е достатъчно голям, за да се счита за истинско клинично увреждане, при което някои от зъбите могат да изпаднат или да трябва да бъдат извадени.